# Abolhasan Saba
Abolhasan Saba (pers. ‏ابوالحسن صبا‎, ur. 1902 w Teheranie, zm. 19 grudnia 1957) – irański muzyk i kompozytor, wirtuoz gry na setarze, mistrz radifu.

## Życiorys
Abolhasan Saba urodził się w 1902 roku jako syn Abolghasema Kamal-os-Saltanego, lekarza medycyny i muzyka-poety amatora pochodzącego z rodziny, z której wywodziło się wielu nadwornych lekarzy. W domu rodzinnym Saby gościło wielu artystów, muzyków i poetów. Gry na setarze uczył go ojciec, a dama do towarzystwa jego matki nauczyła go grać na tombaku. W wieku 10 lat Saba został uczniem wirtuoza gry na setarze Mirzy Abdollaha, który był przyjacielem ojca. Po śmierci ojca w 1915 roku Saba kontynuował naukę gry na setarze u Darwisza Chana, który udzielał mu również lekcji gry na tarze. Jednocześnie Saba podjął naukę gry na santurze u Alego Akbarszahiego. Gry na tradycyjnym irańskim instrumencie smyczkowym, zwanym kamancze, uczył się pod kierunkiem Hosejna Esma'ilzadego, a gry na skrzypcach u Hosejna Hangafarina.
Teorię muzyki i grę na skrzypcach studiował później w szkole Ali-Naghiego Waziriego. Z ucznia szybko stał się asystentem Waziriego i za jego namową rozpoczął nauczanie. W latach 1929–1931 Saba prowadził filię szkoły Waziriego w Raszcie. W okresie tym podróżował po wsiach w Gilanie i Mazandaranie, gdzie prowadził studia nad tradycyjną muzyką perską i zbierał pieśni ludowe. W tym czasie wiele komponował; wówczas powstały m.in. Zard-e Mellidże, Dejlaman i Bezendan.
W 1931 roku Saba rozpoczął pracę jako nauczyciel prywatny, uniezależniając się od Waziriego. Od 1941 roku aż do końca życia był nauczycielem Konserwatorium Muzycznego. Według własnych szacunków nauczał 3000 uczniów. Jego uczniami byli Hosejn Tehrani, Ali Tadżwidi, Mahdi Chaledi, Homajun Chorram, Habibollah Badiji, Mahmud Zulfonun i Abbas Szapuri. Saba zmarł z powodu niewydolności serca w 1957 roku.
Saba rozwinął własny styl gry na skrzypcach, łącząc klasyczne techniki zachodnie z tradycyjnymi technikami gry na kamancze uzyskiwał efekty dramatyczne. Stosował krótkie pociągnięcia smyczkiem oraz przez całą długość smyczka w pasażach legato, często wprowadzając ozdobniki zaczerpnięte z tradycji perskiej. Komponował niewiele, ale na szczególną uwagę zasługują jego utwory na skrzypce w stylu czaharmeżrab. Saba napisał również cztery podręczniki do gry na santurze i trzy do gry na skrzypcach. Zajmował się również amatorsko lutnictwem, budując setary i santury. Prowadził również orkiestrę przy Ministerstwie Kultury i Sztuki, która została później nazwana jego imieniem.